# 라펠코프
라펠코프는 대한민국의 음악 그룹이다. 2017년 싱글 《항해》로 데뷔했다.

## 공연
- 2017 부산국제록페스티벌 (2017)
- 제26회 Fukuoka Sunset Live (2018)
- 제47회 라이브 클럽 데이 (2019)
- 2019 부산국제록페스티벌 (2019)

## 수상
- 홍콩 아시아 유스밴드 사운드 컴페티션 Asia Pacific 2nd Runner-up (2017)